# Stojan Maksimović
Stojan Maksimović (en serbe cyrillique : Стојан Максимовић) est un architecte serbe.

## Œuvres
Parmi les réalisations de Stojan Maksimović figure le Sava centar, entre 1976 et 1979 ; le centre, situé à Belgrade 9 rue Milentija Popovića, constitue un grand centre de congrès mais il accueille également de nombreuses manifestations culturelles (musique, danse, théâtre, cinéma etc.), notamment dans le cadre des festivals FEST (cinéma), BEMUS (musique) et BITEF (théâtre).

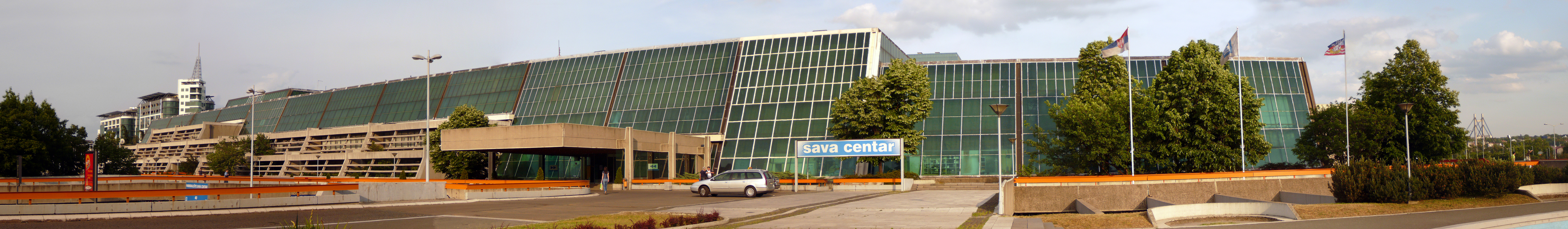
Le Sava centar